# Hipertensão intracraniana idiopática
A hipertensão intracraniana idiopática (HII), também conhecida como hipertensão intracraniana benigna ou pseudotumor cerebral, é um transtorno neurológico que é caracterizado por um aumento da pressão intracraniana na ausência de um tumor ou outras doenças. A doença ocorre mais comumente em mulheres jovens, especialmente nas obesas.

## Sinais e sintomas
O sintoma mais comum da HII é a dor de cabeça, que ocorre em quase (92-94%) todos os casos. Ela é caracteristicamente pior na manhã. Muitos pacientes apresentam também zumbido pulsátil em uma ou ambas as orelhas (64-87%). Também podem estar presentes náuseas, vômitos, paralisia dos nervos cranianos e papiledema.

## Causas
A pressão intracraniana pode estar aumentada devido a medicamentos como derivados da vitamina A em altas doses (para tratamento da acne), antibióticos tetraciclinas e contraceptivos orais.

## Diagnóstico
Para o diagnóstico é utilizado exames de imagem como a tomografia computadorizada, a ressonância magnética e Perimetria do Movimento para excluir a presença de tumores. Também é realizada punção lombar para manometria e exame do líquido cefalorraquidiano (LCR).

## Tratamento
O objetivo principal do tratamento é a prevenção da perda visual e da cegueira, assim como o controle dos sintomas. A HII é tratada principalmente através da redução da pressão do LCR e, quando possível, através da perda de peso.

### Medicamentos
O tratamento medicamentoso mais bem estudo é a acetazolamida, que atua inibindo a enzima anidrase carbônica e reduz a produção do LCR em 6-57%. Também podem ser utilizados analgésicos para o controle da dor de cabeça. O uso de esteróides para reduzir a pressão intracraniana é controverso.

### Cirurgia
Existem dois procedimentos cirúrgicos principais no tratamento da HII: descompressão da bainha do nervo óptico e shunting. No shunting, realizado por neurocirurgião, é criado um conduto no qual o LCR é drenado para outra cavidade corporal, como a cavidade peritoneal ou átrio direito do coração. Em casos de obesidade grave, a cirurgia do bypass gástrico tem se mostrado como uma melhoria nos sintomas.

## Prognóstico
A HII geralmente não afeta a expectativa de vida. As principais complicações da HII surgem do papiledema resistente ao tratamento ou não tratado. Em diversos estudos de casos, o risco a longo prazo da visão de uma pessoa ser significantemente afetada pelo HII é relatada ser entre 10 e 25%.

## Epidemiologia
A incidência da HII é fortemente determinada pelo sexo e peso corporal. O sexo feminino e a obesidade aumenta em muitas vezes o risco de uma pessoa desenvolver a HII.

## História
A doença foi renomeada em 1955 para "hipertensão intracraniana benigna" para diferenciá-la da hipertensão intracraniana devido a causas malignas (como o câncer). Hoje este termo não é mais utilizado pois foi considerado que a doença não pode ser considerada benigna, já que esta pode causar a cegueira do paciente.